# Aegyptobia populus
Aegyptobia populus är en spindeldjursart som beskrevs av Papaioannou-Souliotis 1986. Aegyptobia populus ingår i släktet Aegyptobia och familjen Tenuipalpidae. Inga underarter finns listade i Catalogue of Life.